# Maurice Seymour Ekins
Maurice Seymour Ekins, britanski general, * 1898, † 1944.